# الحفر (ثقب الأرض)

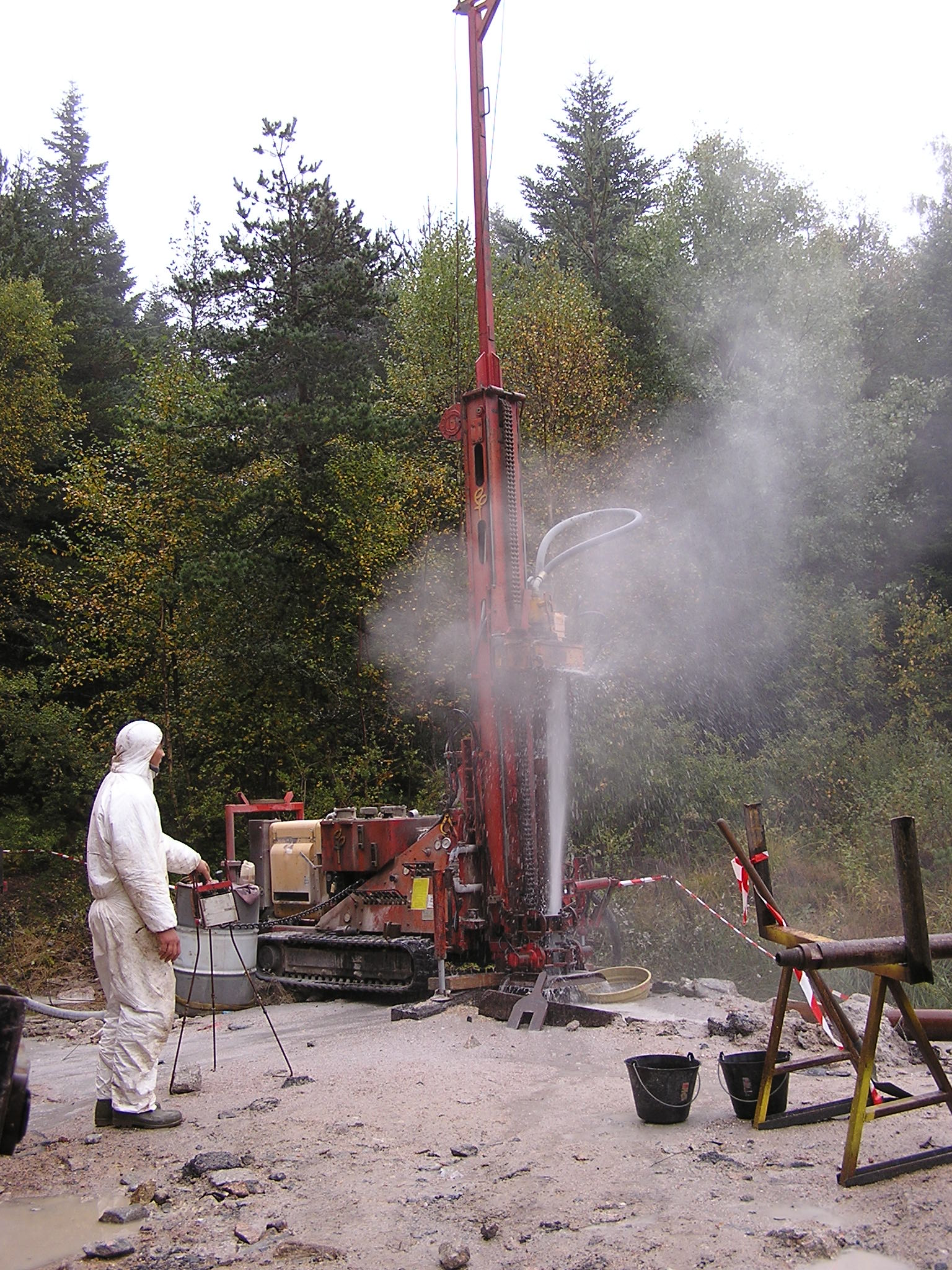
حفر بئر ماء

الحفر أو ثقب الأرض (بالإنجليزية:  Well drilling)‏ هو عمل أو حفر حفرة (وتسمى أيضًا «البئر» في مجال التنقيب) في الأرض، باستخدام معدات البئر، مثل أغلفة، والوسائل التقنية للحفر عموما، تختلف وفقا لحجمها وأهدافها. نحن ننتقل لاستكشاف و / أو استغلال الطبقات السفلية. على سبيل المثال، يتم حفر الآبار من أجل:
إيجاد واستغلال الموارد الطبيعية المدفونة (المياه، النفط، الموارد المعدنية) 
تختلف الوسائل التقنية المستخدمة على نطاق واسع: من الحفر اليدوي، إلى الحفر الخفيف والمتحرك للحفر أقل من 10 أمتار، إلى التثبيت البري مع بئر نفط أو منصة نفط للاستغلال النفط البحري.
في عام 2014 ، أظهرت دراسة علمية للبيانات الرسمية من أستراليا والنمسا والبحرين والبرازيل وكندا وهولندا وبولندا والمملكة المتحدة والولايات المتحدة أن أكثر من أربعة ملايين من الآبار الهيدروكربونية الأرضية قد تم بالفعل حفرها فقط في هذه البلدان. بمجرد اكتمال العملية، تتم مراقبة عدد قليل جدًا منها، ويلاحظ بانتظام فقدان سلامة الغلاف.

## التغذية بالطاقة
في جميع الحالات تقريبًا، يوفر محرك الديزل الطاقة اللازمة للحفر. ثم يتم توصيل الطاقة إما عن طريق الكهرباء أو ميكانيكيا. في حالة الحفر العميق غالبًا ما يتم استخدام المولدات الكهربائية التي تعمل بمحرك الديزل. يتمتع الخيار الكهربائية بالعديد من المزايا بما في ذلك من بين أمور أخرى تقليل الضوضاء وتنظيم موقع أبسط.